# Agromyza lapponica
Agromyza lapponica är en tvåvingeart som beskrevs av Friedrich Georg Hendel 1931. Agromyza lapponica ingår i släktet Agromyza och familjen minerarflugor.
Artens utbredningsområde är Finland. Arten är reproducerande i Sverige. Inga underarter finns listade i Catalogue of Life.